# Strafbeschikking

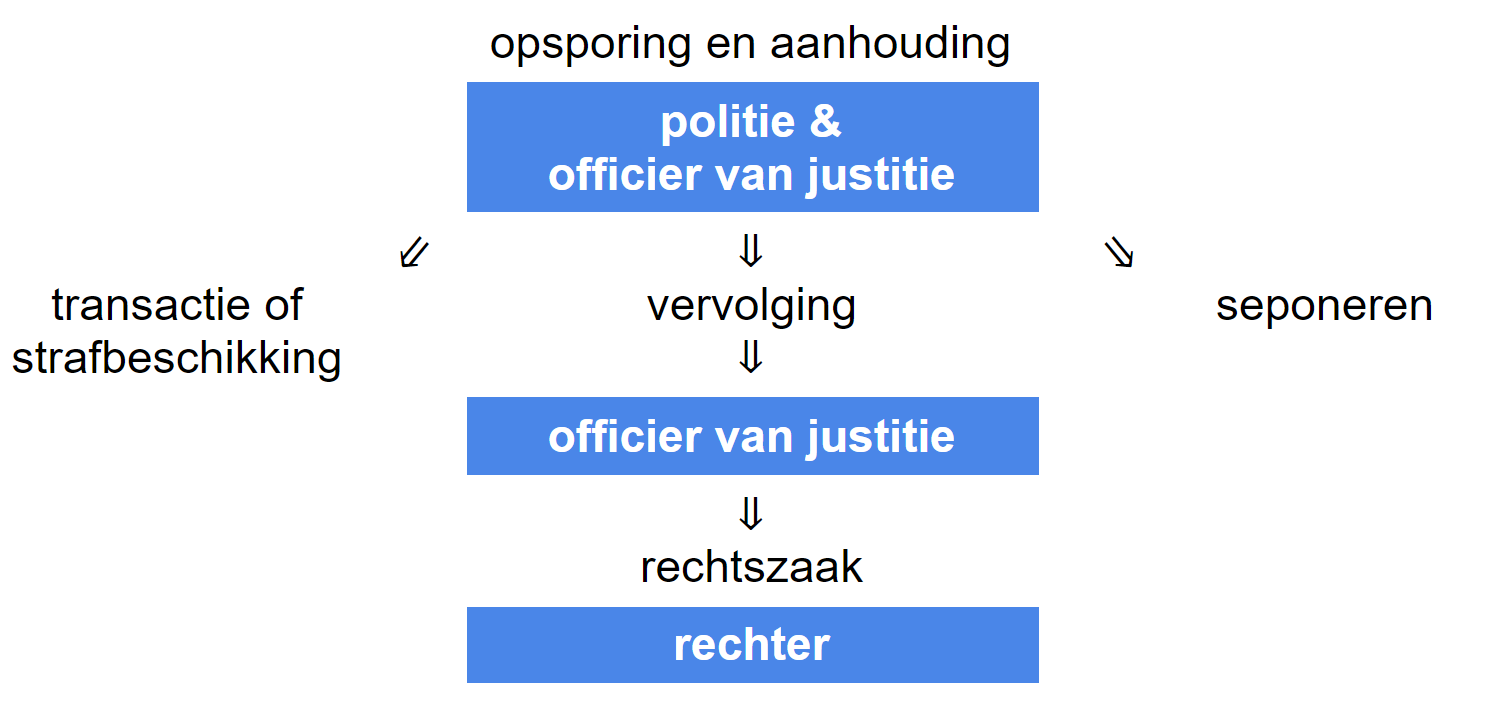
Wanneer er een misdrijf is gepleegd, verloopt de procedure volgens een vast patroon.

Een strafbeschikking (art. 257a Sv strafbeschikking) is in Nederland een straf die wordt opgelegd zonder tussenkomst van de rechter. Een strafbeschikking is een vorm van buitengerechtelijke afdoening. Zij is een beetje te vergelijken met een bestuurlijke boete, maar de strafbeschikking valt onder het strafrecht en niet onder het bestuursrecht.
Een strafbeschikking uit de categorie "algemeen" wordt opgelegd door een openbaar aanklager, politie of (als het een bestuurlijke strafbeschikking is) een gemeente-boa. Een bestuurlijke strafbeschikking milieu (BSB Milieu) wordt opgelegd door een Regionale Uitvoeringsdienst, een waterschap, een regionale of landelijke dienst van Rijkswaterstaat, de Inspectie Leefomgeving en Transport en de Nederlandse Voedsel- en Warenautoriteit.

## Nederland
In Nederland is de strafbeschikking in het strafrecht ingevoerd met de Wet OM-afdoening die op 1 februari 2008 in werking trad. Dit is een wijzigingswet die vrijwel geheel bestond uit wijzigingen in bestaande wetten, zoals het Wetboek van Strafvordering waaraan verschillende onderdelen werden toegevoegd. De officiële titel van de Wet OM-afdoening luidt  Wet van 7 juli 2006 tot wijziging van het Wetboek van Strafrecht, het Wetboek van Strafvordering en enige andere wetten in verband met de buitengerechtelijke afdoening van strafbare feiten.
Het nieuwe artikel 257a van het Wetboek van Strafvordering bepaalt dat de officier van justitie, indien hij vaststelt dat een overtreding is begaan dan wel een misdrijf waarop naar de wettelijke omschrijving gevangenisstraf is gesteld van niet meer dan zes jaar, een strafbeschikking kan uitvaardigen (OM-strafbeschikking). Hiermee kunnen de volgende straffen worden opgelegd: 
- een geldboete
- onttrekking aan het verkeer
- een taakstraf tot 180 uur (minderjarigen 60 uur) / gedragsaanwijzing (Artikel 509hh Sv)
- ontzegging van de rijbevoegdheid voor ten hoogste zes maanden
- de verplichting tot betaling aan de staat van een geldbedrag ten behoeve van het slachtoffer.

Het OM kan dus geen gevangenisstraf opleggen, dat blijft een taak van de rechter.
Daarnaast kunnen voorwaarden worden opgelegd, zoals deelname aan een afkickprogramma of een straatverbod of contactverbod en de maatregel van het onttrekken aan het verkeer van in beslag genomen voorwerpen.
Artikel 257b bepaalt dat bij algemene maatregel van bestuur aan daartoe aan te wijzen opsporingsambtenaren (politieagent of boa) in bij die algemene maatregel van bestuur aangewezen overtredingen de bevoegdheid kan worden verleend een strafbeschikking uit te vaardigen waarin een geldboete wordt opgelegd. Verder kan bij sommige eenvoudige misdrijven waarop gevangenisstraf is gesteld van niet meer dan zes jaar, de bevoegdheid worden verleend een strafbeschikking uit te vaardigen waarin een geldboete van ten hoogste € 350 wordt opgelegd. In deze gevallen spreekt men van een politiestrafbeschikking (ook als deze wordt uitgevaardigd door een boa). Zie ook gemeentelijke boete.
Artikel 257ba bepaalt dat bij algemene maatregel van bestuur aan daartoe aan te wijzen lichamen of personen met een publieke taak belast, binnen daarbij gestelde grenzen de bevoegdheid kan worden verleend een strafbeschikking uit te vaardigen. Dit betreft uitsluitend milieu- en keurfeiten. Sinds 2012 kunnen bestuursorganen de Bestuurlijke Strafbeschikking Milieu (BSB Milieu) inzetten bij de handhaving van milieudelicten. De Richtlijn bestuurlijke strafbeschikkingsbevoegdheid milieu- en keurfeiten (art. 257ba, tweede lid, Sv) is van toepassing.

### Artikel 257a Wetboek van Strafvordering
Tweede Boek. Strafvordering in eersten aanleg
Titel IVa. Vervolging door een strafbeschikking
Eerste afdeling. De strafbeschikking
1. De officier van justitie kan, indien hij vaststelt dat een overtreding is begaan dan wel een misdrijf waarop naar de wettelijke omschrijving gevangenisstraf is gesteld van niet meer dan zes jaar, een strafbeschikking uitvaardigen. 
2. De volgende straffen en maatregelen kunnen worden opgelegd: 
a. een taakstraf van ten hoogste honderdtachtig uren; 
b. een geldboete; 
c. onttrekking aan het verkeer; 
d. de verplichting tot betaling aan de staat van een som gelds ten behoeve van het slachtoffer; e. ontzegging van de bevoegdheid tot het besturen van motorrijtuigen voor ten hoogste zes maanden. 
3. Voorts kan de strafbeschikking aanwijzingen bevatten waaraan de verdachte moet voldoen. Zij kunnen inhouden: 
a. afstand van voorwerpen die in beslag zijn genomen en vatbaar zijn voor verbeurdverklaring of onttrekking aan het verkeer; 
b. uitlevering, of voldoening aan de staat van de geschatte waarde, van voorwerpen die vatbaar zijn voor verbeurdverklaring; 
c. voldoening aan de staat van een geldbedrag of overdracht van in beslag genomen voorwerpen ter gehele of gedeeltelijke ontneming van het ingevolge artikel 36e van het Wetboek van Strafrecht voor ontneming vatbare wederrechtelijk verkregen voordeel; 
d. storting van een vast te stellen som gelds in het schadefonds geweldsmisdrijven of ten gunste van een instelling die zich ten doel stelt belangen van slachtoffers van strafbare feiten te behartigen, waarbij het bedrag niet hoger kan zijn dan de geldboete die ten hoogste voor het feit kan worden opgelegd; 
e. andere aanwijzingen, het gedrag van de verdachte betreffend, waaraan deze gedurende een bij de strafbeschikking te bepalen proeftijd van ten hoogste een jaar heeft te voldoen. 
4. Bij het opleggen van een taakstraf en het geven van aanwijzingen als bedoeld in het derde lid, onder e, geldt als voorwaarde dat de verdachte ten behoeve van het vaststellen van zijn identiteit medewerking verleent aan het nemen van een of meer vingerafdrukken of een identiteitsbewijs als bedoeld in artikel 1 van de Wet op de identificatieplicht ter inzage aanbiedt. 
5. Bij de tenuitvoerlegging van de taakstraf en de begeleiding bij de naleving van de aanwijzingen, bedoeld in het derde lid, onder e, wordt de identiteit van de verdachte vastgesteld. 
6. De strafbeschikking is schriftelijk en vermeldt: 
a. de naam en het van de verdachte bekende adres; 
b. een opgave van het feit als bedoeld in artikel 261, eerste en tweede lid, dan wel een korte omschrijving van de gedraging ter zake waarvan de strafbeschikking wordt uitgevaardigd, alsmede de tijd waarop en de plaats waar deze gedraging werd verricht; 
c. het strafbare feit dat deze gedraging oplevert; 
d. de opgelegde straffen, maatregelen en aanwijzingen; 
e. de dag waarop zij is uitgevaardigd; 
f. de wijze waarop verzet kan worden ingesteld; 
g. de wijze van tenuitvoerlegging. 
7. Indien blijkt dat de verdachte de Nederlandse taal niet of onvoldoende beheerst en de strafbeschikking is uitgevaardigd wegens een misdrijf, wordt de strafbeschikking of in ieder geval de in het zesde lid bedoelde onderdelen daarvan vertaald in een voor de verdachte begrijpelijke taal. De verdachte die de Nederlandse taal niet of onvoldoende beheerst, kan verzoeken dat de strafbeschikking in een voor hem begrijpelijke taal wordt vertaald. 
8. Ten aanzien van de jongvolwassene, die ten tijde van het begaan van de overtreding dan wel het misdrijf als bedoeld in het eerste lid, de leeftijd van achttien wel, maar nog niet die van drieëntwintig jaar heeft bereikt, kan de strafbeschikking naast de in het derde lid genoemde aanwijzingen, de aanwijzing bevatten dat de jongvolwassene zich richt naar de aanwijzingen van een reclasseringsinstelling als bedoeld in artikel 14d, tweede lid, van het Wetboek van Strafrecht. Het vierde lid is van overeenkomstige toepassing.

### Verzet
Artikel 257e Sv bepaalt dat de verdachte tegen een strafbeschikking verzet kan doen (ook verzet instellen genoemd) binnen 14 dagen nadat hij het afschrift heeft ontvangen, dan wel zich anderszins een omstandigheid heeft voorgedaan waaruit voortvloeit dat de strafbeschikking hem bekend is. In bepaalde gevallen wordt deze termijn bij kennisneming vrij lang na toezending bovendien beperkt tot zes weken na die toezending. Verzet kan niet worden gedaan indien de verdachte de boete heeft betaald, tenzij hij hiertoe al werd gedwongen, zoals in het geval van een buitenlandse verdachte. Als men geen risico wil lopen dat de brief niet aankomt kan men naar het parket toegaan.
Het Openbaar Ministerie kan dan besluiten de strafbeschikking in te trekken. Zo niet, dan beslist de rechter. Deze kan ook een hogere boete opleggen. In ieder geval tot aan de rechtszitting hoeft de boete nog niet betaald te worden.

### Verschil tussen strafbeschikking en transactie
Een officier van justitie kan op grond van artikel 74 van het Wetboek van Strafrecht ook een transactievoorstel doen. Daarbij stelt de officier van justitie dan een aantal voorwaarden, zoals het betalen van een geldsom of het verrichten van onbetaalde arbeid. Als de verdachte vervolgens binnen de gestelde termijn aan de voorwaarden voldoet, kan hij niet langer voor het betreffende feit door de officier van justitie worden vervolgd.
Een belangrijk verschil is, dat een verdachte een transactievoorstel kan weigeren, waarna de officier van justitie naar de rechter moet gaan om de verdachte alsnog te vervolgen, terwijl een verdachte een strafbeschikking niet kan weigeren. Als de verdachte het er niet mee eens is, moet de verdachte zelf verzet aan tekenen om de zaak door de rechter te laten beoordelen.
De officier van justitie kan bij een transactie slechts de voorwaarden stellen die in de wet worden genoemd. Dat geldt niet voor de strafbeschikking. Naast straffen en maatregelen die in artikel 257a, tweede lid, van het Wetboek van Strafvordering worden genoemd, kan de officier van justitie ook aanwijzingen bevatten waaraan de verdachte moet voldoen. De wet nog in artikel 257a, derde lid, een aantal voorwaarden, maar de officier van justitie kan ook voorwaarden opleggen die niet in de wet zijn genoemd.
Een transactie leidt tot het 'voorkomen' van vervolging. De schuld van de verdachte wordt formeel niet vastgesteld. Een strafbeschikking geldt wel als een daad van vervolging. Daarbij geldt op grond van artikel 257a, eerste lid, dat de schuld van de verdachte aan het strafbare feit eerst moet worden vastgesteld.
Voor een strafbeschikking wordt gegeven zal de verdachte in veel gevallen in de gelegenheid worden gesteld om "gehoord" te worden. In artikel 257c is beschreven dat de verdachte in een aantal gevallen voorafgaand aan het uitvaardigen van een strafbeschikking moet worden gehoord. Het gaat hierbij om sancties als een rij-ontzegging, een taakstraf en een of meer financiële sancties die gezamenlijk 2000 euro of meer bedragen.

### Verschil tussen strafbeschikking en bestuurlijke boete
Een burger die tegen een bestuurlijke boete in beroep gaat, moet een 'zekerheid stellen' (een borg betalen). Dat is bij verzet tegen een strafbeschikking niet nodig.
Een burger die tegen een bestuurlijke boete in beroep gaat zonder een enkel zinnig argument tegen die boete aan te kunnen voeren, kan door de rechter in de kosten van het proces veroordeeld worden, boven op de oorspronkelijke boete. Dat is bij beroep tegen een strafbeschikking niet mogelijk.
Bij hoger beroep tegen een bestuurlijke boete kan de rechter geen hogere boete opleggen. De rechter kan de boete slechts bekrachtigen of afwijzen of verlagen.

### Rechterlijke macht en trias politica
Het is de bedoeling dat strafbeschikkingen de transacties volledig gaan vervangen. De regering hoopt hiermee tijd te besparen bij de rechtbanken.
Het Openbaar Ministerie kan naast boetes uitschrijven, rijbewijzen en auto’s in beslag nemen en taakstraffen opleggen voor overtredingen waarop maximaal 6 jaar gevangenisstraf staat. De strafbeschikking is niet ter voorkoming van vervolging (zoals dat bij de transactie het geval is) maar is een afdoeningsvorm waarin het Openbaar Ministerie de zaak kan vervolgen en bestraffen. Daarmee komt de strafbeschikking overeen met een rechterlijke veroordeling. De strafbeschikking kan zonder tussenkomst van de rechter een executoire titel opleveren. Op deze wet is kritiek omdat hiermee de trias politica (scheiding der machten) zou worden aangetast: het Openbaar Ministerie gaat volgens de critici als uitvoerende macht namelijk ook optreden als rechterlijke macht. Wettelijk gezien maakt het Openbaar Ministerie echter nog steeds onderdeel uit van de rechterlijke macht.